# Suguru Ito
Suguru Ito (伊藤 卓 Ito Suguru?), född 7 september 1975, är en japansk tidigare fotbollsspelare.
I april 1995 blev han uttagen i Japans trupp till U20-världsmästerskapet 1995.